# Дуња Костић

Дуња Костић (2. мај 1954) је бивша српска и југословенска рукометашица. Са репрезентацијом Југославијом освојила је златну медаљу на Светском првенству 1973. године. Добитник је националног признања Републике Србије.